# Egor Orudzhev
Yegor Alekseyevich Orudzhev (en ruso: Его́р Алексе́евич Ору́джев; San Petersburgo, 16 de octubre de 1995) es un piloto de automovilismo ruso.

## Carrera

### Karting
Orudzhev comenzó su carrera en karting en 2006 y terminó segundo en la clase Mini del Campeonato Ruso de Karting ese año. En 2009 se proclamó campeón en el campeonato ruso de KF3. Ese año también comenzó a conducir en campeonatos internacionales de KF3. En 2011 pasó a KF2 y terminó tercero en la WSK Euro Series.

### Fórmula Renault 2.0
Orudzhev hizo su debut en las carreras de fórmula en 2012, participando en el Campeonato de Francia de Fórmula 4. Con dos podios en el Circuito Bugatti, terminó décimo en el campeonato, a pesar de perderse el último fin de semana de carreras. También condujo un fin de semana de carreras en la Fórmula Renault 2.0 Alpes para el equipo AV Formula en el Circuit Mugello y un fin de semana de carreras en la Eurocopa de Fórmula Renault para el equipo Fortec Motorsports en el Circuit de Catalunya.
En 2013, Orudzhev cambió a tiempo completo a la Eurocup Fórmula Renault 2.0 y la Fórmula Renault 2.0 Alps, conduciendo para Tech 1 Racing. En la Eurocopa consiguió su primer podio en el primer fin de semana de carrera en MotorLand Aragón y en parte por ello acabó séptimo en el campeonato con 78 puntos. En los Alpes consiguió dos podios en el Misano World Circuit Marco Simoncelli y en el Autodromo Enzo e Dino Ferrari, finalizando quinto en el campeonato con 75 puntos.
En 2014, Orudzhev continuó conduciendo para Tech 1 en la Eurocup y también participó en algunas carreras como invitado para ese equipo en la Fórmula Renault 2.0 Alpes. Una vez más consiguió un podio en la Eurocopa durante el primer fin de semana de carreras en Motorland Aragón. Con otros dos podios en el Circuito Paul Ricard, finalizó octavo en el campeonato con 83 puntos. En los Alpes subió dos veces al podio durante el último fin de semana de carreras en el Circuito de Jerez.

### Toyota Racing Series
En el invierno de 2014, Orudzhev participó en la Toyota Racing Series en Nueva Zelanda para el equipo M2 Competition. Durante el primer fin de semana de carreras en Teretonga Park, ganó dos carreras y sumó una tercera victoria en Highlands Motorsport Park. Con otros cinco podios, terminó sexto en la clasificación del campeonato con 595 puntos.

### Fórmula 3
Orudzhev hizo su debut en la Fórmula 3 en el campeonato británico en 2014 durante el fin de semana de carrera en Silverstone para el equipo Carlin. Ganó la primera carrera del fin de semana, pero se retiró en las otras dos carreras, terminando duodécimo en el campeonato con 26 puntos.

### Fórmula Renault 3.5 Series
En 2015, Orudzhev hará su debut en la Fórmula Renault 3.5 Series para el equipo Arden Motorsport. Después de un comienzo de temporada cauteloso, sorprendentemente ganó la primera carrera en Hungaroring, antes de sumar una segunda victoria en el Circuito Bugatti. En parte debido a otros dos podios, terminó quinto en el campeonato con 133 puntos.
Al año siguiente se cambió el nombre del campeonato a Fórmula V8 3.5. Orudzhev volvió a salir por Arden. Ganó cinco carreras en Spa-Francorchamps, Paul Ricard, Monza, Jerez y Barcelona. Sin embargo, debido a cinco retiros, terminó tercero detrás de Tom Dillmann y Louis Delétraz en la clasificación final con 193 puntos.
En 2017, el campeonato volvió a cambiar de nombre a World Series Formula V8 3.5, en el que Orudzhev hizo el cambio al equipo SMP Racing with AVF.

### Resistencia
También en 2017, Orudzhev debutó en las carreras de resistencia de la mano de SMP Racing. Junto a su compañero Matevos Isaakyan, ganaron su segunda carrera en Paul Ricard. Compitió en la temporada 2018-19 del Campeonato Mundial de Resistencia de la FIA con dicho equipo, y también participó en las primeras tres carreras de la temporada siguiente con Team LNT.